# Phyllomacromia congolica
Phyllomacromia congolica är en trollsländeart som först beskrevs av Fraser 1955.  Phyllomacromia congolica ingår i släktet Phyllomacromia och familjen skimmertrollsländor. IUCN kategoriserar arten globalt som livskraftig. Inga underarter finns listade i Catalogue of Life.